# Causses-et-Veyran
Causses-et-Veyran település Franciaországban, Hérault megyében. Lakosainak száma 620 fő (2022. január 1.). Causses-et-Veyran Saint-Nazaire-de-Ladarez, Cessenon-sur-Orb, Murviel-lès-Béziers és Roquebrun községekkel határos.

## Népesség
A település népességének változása:
| Lakosok száma | 612  | 503  | 504  | 593  | 624  | 601  | 603  | 619  | 627  | 620  |
|               | 1968 | 1982 | 1990 | 2006 | 2013 | 2015 | 2017 | 2019 | 2020 | 2022 |